# Algoma (Wisconsin)
Algoma es una ciudad situada en el condado de Kewaunee, Wisconsin, Estados Unidos. Tiene una población estimada, a mediados de 2022, de 3213 habitantes.

## Geografía
La localidad está ubicada en las coordenadas 44°36′20″N 87°26′53″O / 44.60556, -87.44806 (44.605677, -87.448008). Según la Oficina del Censo, tiene una superficie total de 6.47 km², de los cuales 6.36 km² corresponden a tierra firme y 0.11 km² están cubiertos de agua.

## Demografía
Según el censo de 2020, en ese momento había 3243 personas residiendo en la localidad. La densidad de población era de 509.91 hab./km². El 92.38% de los habitantes eran blancos, el 0.68% eran afroamericanos, el 0.49% eran amerindios, el 0.40% eran asiáticos, el 0.06% eran isleños del Pacífico, el 1.57% eran de otras razas y el 4.41% eran de una mezcla de razas. Del total de la población, el 2.93% eran hispanos o latinos de cualquier raza.